# Pickleball

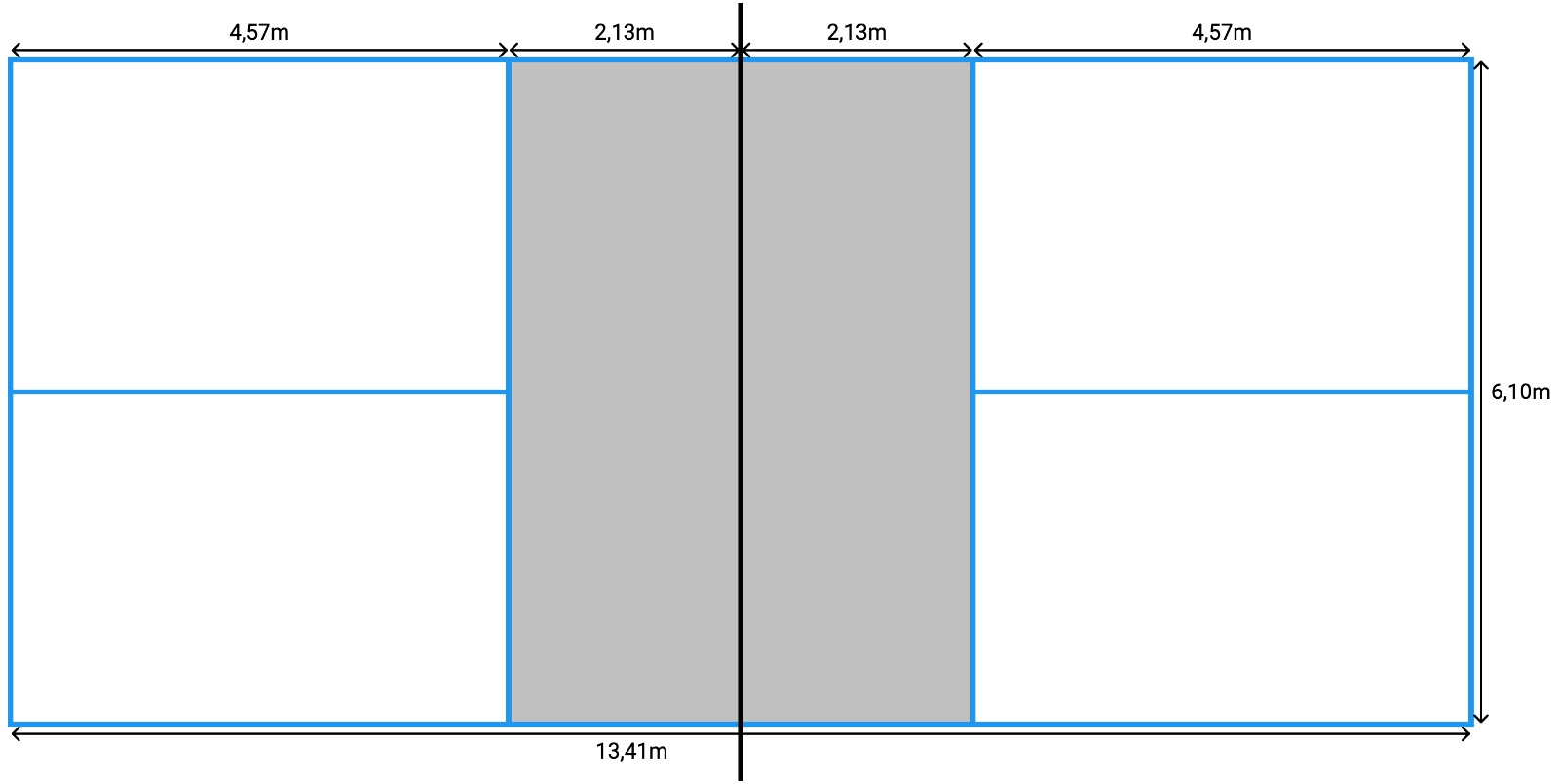
Das Spielfeld für Pickleball

Die in den USA entstandene Ballsportart Pickleball ist ein Rückschlagspiel, bei dem zwei (Single) oder vier (Doppel) Spieler versuchen, einen weichen, mit Löchern versehenen, hohlen Kunststoffball mit einem Schläger wechselseitig über ein 86 cm hohes Netz zu schlagen, bis eine Seite entweder den Ball nicht retournieren kann oder eine der Spielregeln bricht.

## Geschichte
Pickleball wurde 1965 in Bainbridge Island von drei Vätern, Joel Pritchard, Bill Bell und Barney McCallum, zur Beschäftigung ihrer Kinder kreiert. Seitdem hat sich Pickleball zu einem populären Sport auch außerhalb der USA und Kanadas entwickelt.
In den ersten Jahren gab es keine offizielle Bezeichnung für das Spiel. Als das Spiel bekannter wurde, benannte man es laut Joan Pritchard, der Frau von Joel Pritchard, nach dem Pickle Boat beim Rudern. Athleten, die es nicht in die offiziellen Wettkampfboote geschafft haben, werden in eine separate Mannschaft mit einem humorvollen Spitznamen eingeteilt, die oft als „Pickle Boat“ bezeichnet wird.
- 1965: Erfindung durch Joel Pritchard, einem Kongressabgeordneten aus Seattle
- 1972: Gründung einer Gesellschaft zum Schutz der neuen Sportart
- 1975: erster Artikel über Pickleball im National Observer
- 1984: Gründung der USA Pickleball Association (USAPA)
- 1990: Pickleball wird in allen 50 Staaten der USA gespielt
- 2009: erstes USAPA-Turnier mit fast 400 Spielern aus 26 Staaten der USA und Kanada
- 2013: Gründung des ersten deutschen Pickleball-Clubs in Augsburg
- 2014: Pickleball ist in Deutschland eine offizielle Sportart, anerkannt durch den Bayerischen Tennis-Verband und den Bayerischen Landes-Sportverband
- 2016: erste US Open Pickleball Championship in Naples, Südwest-Florida
- 2018: Gründung des Deutschen Pickleball Bund e. V., anerkannt durch den Internationalen Pickleball Verband (IFP)
- 2019: erste German Open in Essen mit über 350 Spielern aus 29 Nationen

2023 gab es alleine in den USA 8,9 Millionen aktive Spieler.

## Merkmale

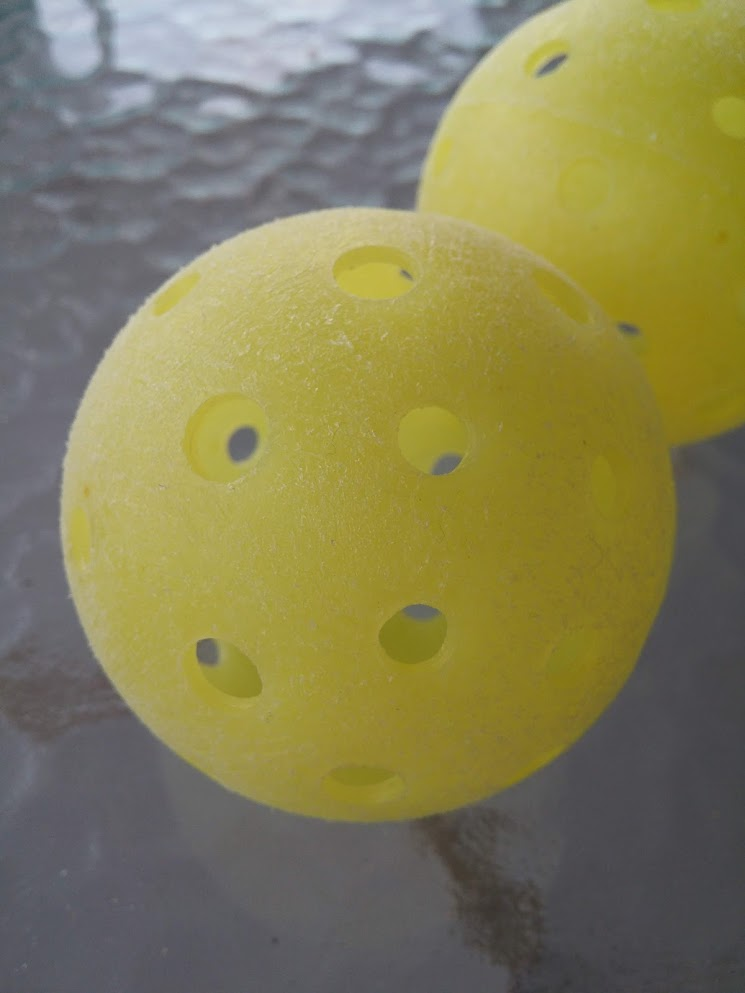
Pickleballs

### Schläger
Der Schläger ist in vielen verschiedenen Ausführungen erhältlich. Die ersten Schläger bestanden aus Holz. Neuere Schläger bestehen aus einem Wabenkern mit verschiedenen Werkstoffkombinationen: Einige haben einen Aluminium-Kern, andere einen aus Nomex. Dieses Material ist ein Aramid, das mit Papier zu einem Wabenkern verarbeitet ist. Die Oberfläche der Schläger besteht entweder aus einer Glasfaser-, einer Aluminium- oder einer Graphitschicht.

### Feld

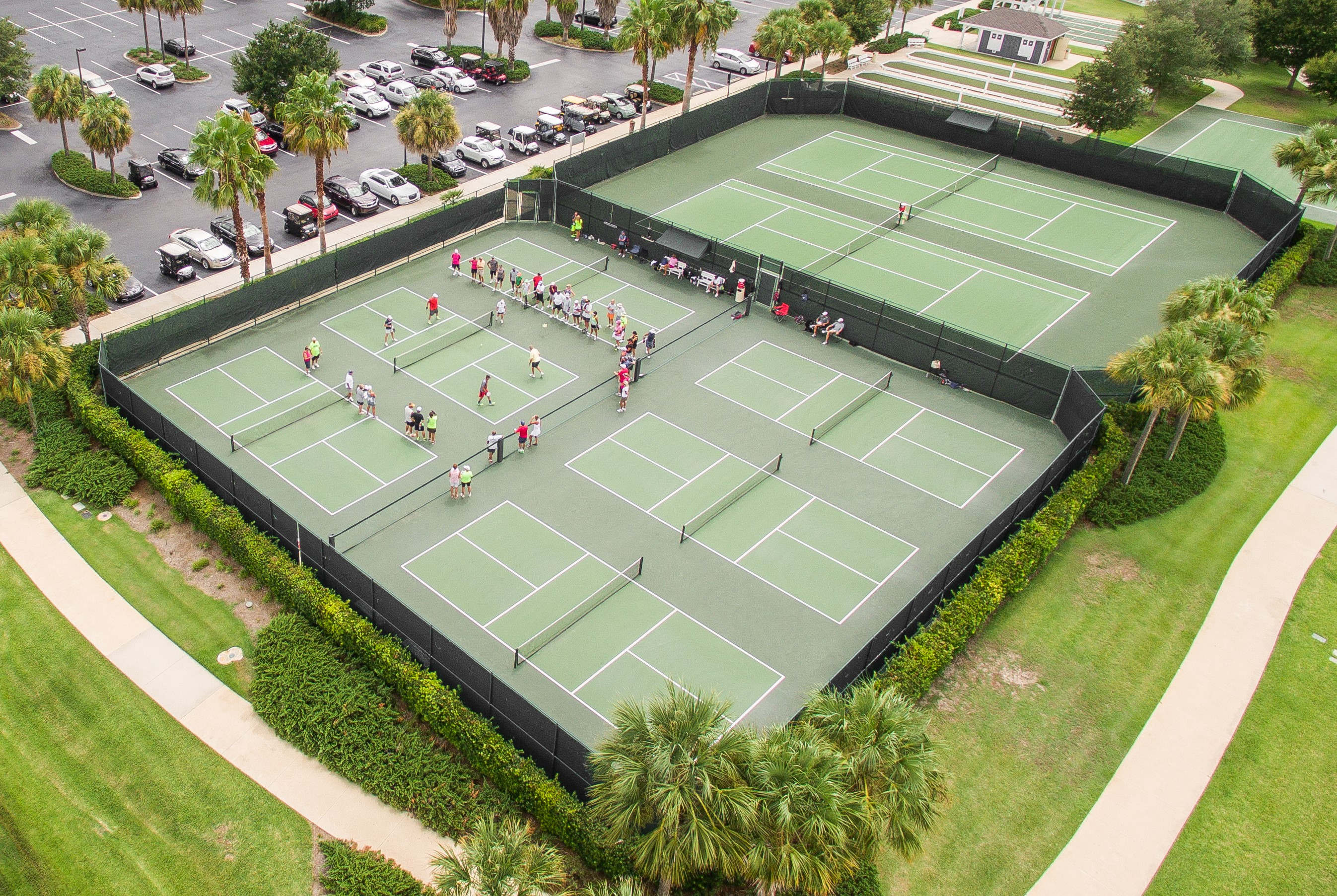
Luftaufnahme von 6 Pickleball-Feldern und 2 Tennisplätzen

Die Größe des Feldes entspricht der eines Badmintonfeldes oder knapp einem Drittel eines Tennisplatzes (13,4 m lang und 6,1 m breit).

### Ball
Der Ball hat Ähnlichkeit zum Unihockey-Ball, ist jedoch wesentlich weicher. Es gibt Indoor- (26 Löcher) und Outdoor-Bälle (40 Löcher). Der Durchmesser muss im Bereich 7,29–7,54 cm, der Umfang zwischen 22,93 und 23,72 cm liegen, das Gewicht darf 22,1–26,5 g betragen; in den USA muss der verwendete Balltyp auf der Webseite der beiden Verbände USAP und IPF gelistet sein.
Als Material kommt Hartplastik, meist Polypropylen oder Polyethylen, zum Einsatz. Die Bälle können entweder im Rotationsschmelzverfahren oder Spritzgussverfahren hergestellt werden.

### Spiel
Pickleball kann mit zwei oder vier Spielern gespielt werden. Vor jedem Aufschlag nennt der Schiedsrichter den Punktestand. Nur die aufschlagende Partei kann Punkte erzielen. Gezählt wird von 1 bis 11, ein Sieg benötigt 2 Punkte Vorsprung. Bei Turnieren kann auch bis 15 oder 21 gespielt werden.